# Heteromesus thomsoni
Heteromesus thomsoni är en kräftdjursart som först beskrevs av Frank Evers Beddard 1886.  Heteromesus thomsoni ingår i släktet Heteromesus och familjen Ischnomesidae. Inga underarter finns listade i Catalogue of Life.